# The Who-diszkográfia
A The Who angol rockegyüttes diszkográfiája 11 stúdióalbumot, 12 koncertalbumot, 26 válogatásalbumot, 4 középlemezt, 58 kislemezt és 17 videófilmet sorol fel 1964-es megalakulásuk óta.
A The Who kiadványait több különböző kiadó jelentette meg. Az Egyesült Királyságban és a világ más részein az Egyesült Államokon kívül eredetileg a Brunswick Records-hoz szerződtek. 1966-ban a Polydor Records-hoz szerződtek, ahova magukkal vitték előző felvételeik jogait is. A következő évben az újonnan alapított Track Records-hoz mentek, de a forgalmazást továbbra is a Polydor biztosította. 1974-ben hagyták ott a Tracket, hogy visszatérjenek a Polydorhoz, amely azóta is a kiadójuk.
Az Egyesült Államokban eredetileg a Decca Records-hoz tartoztak. 1966-ban egy kislemez erejéig az Atco Records-hoz szerződtek, majd visszatértek a Deccához. 1972-ben a Deccát felvásárolta az MCA Records. Az együttes 1981-ben ismételten lecserélte amerikai kiadóját, ekkor a Warner Bros. Records-szal kötöttek szerződést. A kiadó a Face Dances és It’s Hard lemezeket, valamint több kislemezt adott ki, mielőtt az együttes feloszlott volna. Az ezt követő években az MCA megszerezte a Warner Bros-nál kiadott albumok amerikai jogait. 2003-ban az MCA Records beolvadt a Geffen Records-ba, amely jelenleg a The Who-kiadványok jogainak tulajdonosa egészen az It’s Hard-ig. 2006-os albumuk, az Endless Wire Amerikában a Universal Republic gondozásában jelent meg.

## Stúdióalbumok
| Év   | Album információ                                                                                           | Legjobb listás helyezések | Legjobb listás helyezések | Legjobb listás helyezések | Legjobb listás helyezések | Legjobb listás helyezések | Legjobb listás helyezések | Legjobb listás helyezések | Legjobb listás helyezések | Legjobb listás helyezések | Legjobb listás helyezések | Legjobb listás helyezések | Legjobb listás helyezések | Legjobb listás helyezések | Eladási minősítések                             |
| Év   | Album információ                                                                                           | UK                        | AUS                       | AUT                       | CAN                       | ESP                       | FRA                       | GER                       | IRE                       | NLD                       | NOR                       | SWE                       | SUI                       | USA                       | Eladási minősítések                             |
| ---- | --- | ------------------------- | ------------------------- | ------------------------- | ------------------------- | ------------------------- | ------------------------- | ------------------------- | ------------------------- | ------------------------- | ------------------------- | ------------------------- | ------------------------- | ------------------------- | ----------------------------------------------- |
| 1965 | My Generation - Megjelent: 1965. december 3. (UK); 1966. április (USA) - Kiadó: Brunswick és Decca Records | 5                         | —                         | —                         | —                         | —                         | —                         | 14                        | —                         | —                         | —                         | —                         | —                         | —                         | - UK: Arany                                     |
| 1966 | A Quick One - Megjelent: 1966. december 9. (UK); 1967. május (USA) - Kiadó: Decca és Reaction Records      | 4                         | —                         | —                         | —                         | —                         | —                         | —                         | —                         | —                         | 19                        | —                         | —                         | 67                        | - FRA: arany                                    |
| 1967 | The Who Sell Out - Megjelent: 1967. december 15. - Kiadó: Decca és Track Records                           | 13                        | 8                         | —                         | —                         | —                         | —                         | —                         | —                         | —                         | —                         | —                         | 48                        | 48                        |                                                 |
| 1969 | Tommy - Megjelent: 1969. május 23. - Kiadó: Decca és Track                                                 | 2                         | 8                         | —                         | —                         | —                         | 143                       | 50                        | —                         | 14                        | —                         | —                         | —                         | 4                         | - USA: 2× platina - FRA: arany                  |
| 1971 | Who’s Next - Megjelent: 1971. augusztus 14. (UK); 1971. augusztus 25. (USA) - Kiadó: Decca és Track        | 1                         | 3                         | —                         | 5                         | —                         | 157                       | 18                        | —                         | 4                         | 6                         | —                         | —                         | 4                         | - USA: 3× platina                               |
| 1973 | Quadrophenia - Megjelent: 1973. október 19. - Kiadó: MCA Records, Polydor és Track                         | 2                         | 35                        | —                         | 2                         | —                         | —                         | 7                         | —                         | 17                        | 8                         | —                         | —                         | 2                         | - USA: platina - UK: arany - FRA: arany         |
| 1975 | The Who by Numbers - Megjelent: 1975. október 3. - Kiadó: MCA és Polydor                                   | 7                         | 29                        | —                         | 9                         | —                         | —                         | —                         | —                         | 30                        | —                         | —                         | —                         | 8                         | - USA: platina - UK: arany - CAN: arany         |
| 1978 | Who Are You - Megjelent: 1978. augusztus 18. - Kiadó: MCA és Polydor                                       | 6                         | 9                         | —                         | —                         | —                         | —                         | 49                        | —                         | 29                        | 21                        | 27                        | —                         | 2                         | - USA: 2× platina - UK: arany - CAN: 2× platina |
| 1981 | Face Dances - Megjelent: 1981. március 16. - Kiadó: Polydor és Warner Bros. Records                        | 2                         | 16                        | —                         | 2                         | —                         | —                         | 29                        | —                         | 6                         | 19                        | 17                        | —                         | 4                         | - USA: platina - UK: ezüst                      |
| 1982 | It’s Hard - Megjelent: 1982. szeptember 4. - Kiadó: Polydor és Warner Bros.                                | 11                        | 55                        | —                         | 3                         | —                         | —                         | —                         | —                         | 30                        | 28                        | 47                        | —                         | 8                         | - USA: arany - CAN: arany                       |
| 2006 | Endless Wire - Megjelent: 2006. október 30. - Kiadó: Polydor és Republic Records                           | 9                         | 63                        | 28                        | 10                        | 57                        | 62                        | 4                         | 52                        | 77                        | 23                        | —                         | 51                        | 7                         | - UK: arany                                     |

## Koncertalbumok
| Év   | Album információ | Legjobb listás helyezések | Legjobb listás helyezések | Legjobb listás helyezések | Legjobb listás helyezések | Legjobb listás helyezések | Legjobb listás helyezések | Legjobb listás helyezések | Eladási minősítések |
| Év   | Album információ | UK                        | AUS                       | CAN                       | GER                       | NLD                       | NOR                       | USA                       | Eladási minősítések |
| ---- | --- | ------------------------- | ------------------------- | ------------------------- | ------------------------- | ------------------------- | ------------------------- | ------------------------- | ------------------- |
| 1970 | Live at Leeds - Megjelent: 1970. május 16. - Kiadó: MCA, Polydor és Track                                             | 3                         | 6                         | —                         | 8                         | 5                         | 13                        | 4                         | US: 2x platina      |
| 1984 | Who’s Last - Megjelent: 1984. december - Kiadó: Decca és Reaction Records                                             | 48                        | —                         | 56                        | —                         | —                         | —                         | 81                        |                     |
| 1990 | Join Together - Megjelent: 1990. március - Kiadó: MCA és Virgin Records                                               | 59                        | —                         | —                         | —                         | —                         | —                         | 188                       |                     |
| 1996 | Live at the Isle of Wight Festival 1970 - Megjelent: 1996. október 29. - Kiadó: Columbia Records és Legacy Recordings | 59                        | —                         | —                         | —                         | —                         | —                         | 194                       |                     |
| 2000 | BBC Sessions - Megjelent: 2000. február 15. - Kiadó: MCA és Polydor                                                   | 24                        | —                         | —                         | —                         | —                         | —                         | 101                       |                     |
| 2000 | Blues to the Bush - Megjelent: 2000. március 19. - Kiadó: MCA és Polydor                                              | —                         | —                         | —                         | —                         | —                         | —                         | —                         |                     |
| 2003 | Live at the Royal Albert Hall - Megjelent: 2003. június 30. - Kiadó: MCA és Polydor                                   | 72                        | —                         | —                         | 43                        | 95                        | —                         | —                         |                     |
| 2006 | Live from Toronto - Megjelent: 2006. április 21. - Kiadó: Immortal Records                                            | —                         | —                         | —                         | —                         | —                         | —                         | —                         |                     |
| 2007 | View from a Backstage Pass - Megjelent: 2007. november 5. - Kiadó: thewho.com                                         | —                         | —                         | —                         | —                         | —                         | —                         | —                         |                     |
| 2010 | Greatest Hits Live - Megjelent: 2010. január 18. - Kiadó: Geffen Records                                              | —                         | —                         | —                         | —                         | —                         | —                         | —                         |                     |
| 2012 | Live at Hull - Megjelent: 2012. november 19.                                                                          | 68                        | —                         | —                         | —                         | —                         | —                         | —                         |                     |

## Válogatásalbumok
| Év   | Album információ                                                                                    | Legjobb listás helyezések | Legjobb listás helyezések | Legjobb listás helyezések | Legjobb listás helyezések | Legjobb listás helyezések | Legjobb listás helyezések | Legjobb listás helyezések | Legjobb listás helyezések | Legjobb listás helyezések | Legjobb listás helyezések | Legjobb listás helyezések | Legjobb listás helyezések | Legjobb listás helyezések | Eladási minősítések                     |
| Év   | Album információ                                                                                    | UK                        | AUS                       | BEL                       | CAN                       | ESP                       | FRA                       | GER                       | IRE                       | NLD                       | NOR                       | SWE                       | SUI                       | USA                       | Eladási minősítések                     |
| ---- | --------------------------------------------------------------------------------------------------- | ------------------------- | ------------------------- | ------------------------- | ------------------------- | ------------------------- | ------------------------- | ------------------------- | ------------------------- | ------------------------- | ------------------------- | ------------------------- | ------------------------- | ------------------------- | --------------------------------------- |
| 1968 | Magic Bus: The Who on Tour - Kiadó: Decca                                                           | —                         | —                         | —                         | —                         | —                         | —                         | —                         | —                         | —                         | —                         | —                         | —                         | 39                        |                                         |
| 1968 | Direct Hits - Kiadó: Track                                                                          | —                         | —                         | —                         | —                         | —                         | —                         | —                         | —                         | —                         | —                         | —                         | —                         | —                         |                                         |
| 1971 | Meaty Beaty Big and Bouncy - Kiadó: Decca                                                           | 9                         | 27                        | —                         | —                         | —                         | —                         | —                         | —                         | —                         | —                         | —                         | —                         | 11                        | - USA: platina                          |
| 1974 | Odds & Sods - Kiadó: MCA                                                                            | 10                        | 47                        | —                         | —                         | —                         | —                         | —                         | —                         | —                         | —                         | —                         | —                         | 15                        | - UK: ezüst - USA: arany                |
| 1976 | The Story of The Who - Kiadó: Polydor                                                               | 2                         | —                         | —                         | —                         | —                         | —                         | —                         | —                         | —                         | —                         | —                         | —                         | —                         | - UK: arany                             |
| 1981 | Phases - Kiadó: Polydor                                                                             | —                         | —                         | —                         | —                         | —                         | —                         | —                         | —                         | —                         | —                         | —                         | —                         | —                         |                                         |
| 1981 | Hooligans - Kiadó: MCA                                                                              | —                         | —                         | —                         | —                         | —                         | —                         | —                         | —                         | —                         | —                         | —                         | —                         | 52                        | - USA: arany                            |
| 1983 | Who’s Greatest Hits - Kiadó: MCA                                                                    | —                         | 13                        | —                         | —                         | —                         | —                         | —                         | —                         | —                         | —                         | —                         | —                         | 94                        | - USA: 2x platina                       |
| 1983 | Rarities Volume I & Volume II - Kiadó: Decca                                                        | —                         | —                         | —                         | —                         | —                         | —                         | —                         | —                         | —                         | —                         | —                         | —                         | —                         |                                         |
| 1984 | The Singles - Kiadó: Polydor                                                                        | —                         | —                         | —                         | —                         | —                         | —                         | —                         | —                         | —                         | —                         | —                         | —                         | —                         |                                         |
| 1985 | Who’s Missing - Kiadó: MCA                                                                          | 44                        | —                         | —                         | —                         | —                         | —                         | —                         | —                         | —                         | —                         | —                         | —                         | 116                       | - UK: arany                             |
| 1985 | The Who Collection - Kiadó: Polydor                                                                 | 44                        | —                         | —                         | —                         | —                         | —                         | —                         | —                         | —                         | —                         | —                         | —                         | —                         | - UK: arany                             |
| 1987 | Two’s Missing - Kiadó: MCA                                                                          | —                         | —                         | —                         | —                         | —                         | —                         | —                         | —                         | —                         | —                         | —                         | —                         | —                         |                                         |
| 1988 | Who’s Better, Who’s Best - Kiadó: MCA                                                               | 10                        | 51                        | 45                        | —                         | —                         | —                         | —                         | —                         | —                         | —                         | —                         | —                         | —                         | - UK: arany - USA: arany - CAN: platina |
| 1994 | Thirty Years of Maximum R&B - Kiadó: MCA                                                            | 48                        | —                         | —                         | —                         | —                         | —                         | —                         | —                         | —                         | —                         | —                         | —                         | 170                       | - USA: arany                            |
| 1996 | My Generation: The Very Best of the Who - Kiadó: MCA                                                | 11                        | —                         | —                         | —                         | —                         | —                         | —                         | —                         | —                         | —                         | —                         | —                         | —                         | - UK: arany - USA: arany                |
| 1999 | 20th Century Masters: The Millennium Collection: The Best of The Who - Kiadó: Universal Music Group | —                         | —                         | —                         | —                         | —                         | —                         | —                         | —                         | —                         | —                         | —                         | —                         | —                         | - USA: platina                          |
| 2002 | The Ultimate Collection - Kiadó: MCA                                                                | 17                        | —                         | —                         | —                         | —                         | —                         | —                         | 65                        | —                         | 11                        | —                         | —                         | 31                        | - UK: arany - USA: platina              |
| 2004 | Then and Now - Kiadó: Geffen Records                                                                | 5                         | —                         | —                         | —                         | 67                        | —                         | —                         | 21                        | —                         | —                         | —                         | —                         | 57                        |                                         |
| 2004 | The 1st Singles Box - Kiadó: Polydor                                                                | 154                       | —                         | —                         | —                         | —                         | —                         | —                         | —                         | —                         | —                         | —                         | —                         | —                         |                                         |
| 2009 | Greatest Hits - Kiadó: Geffen Records                                                               | 127                       | —                         | 69                        | —                         | —                         | —                         | —                         | —                         | —                         | —                         | —                         | —                         | 56                        |                                         |
| 2010 | Greatest Hits & More - Kiadó: Polydor                                                               | 20                        | —                         | —                         | —                         | —                         | —                         | —                         | —                         | —                         | —                         | —                         | —                         | —                         |                                         |
| 2011 | Icon - Kiadó: Geffen Records                                                                        | —                         | —                         | —                         | —                         | —                         | —                         | —                         | —                         | —                         | —                         | —                         | —                         | —                         |                                         |
| 2011 | Icon 2 - Kiadó: Geffen Records                                                                      | —                         | —                         | —                         | —                         | —                         | —                         | —                         | —                         | —                         | —                         | —                         | —                         | —                         |                                         |
| 2012 | Pinball Wizard: The Collection - Kiadó: Spectrum Music                                              | —                         | —                         | —                         | —                         | —                         | —                         | —                         | —                         | —                         | —                         | —                         | —                         | —                         |                                         |

## EP-k
| Év   | Album címe             | Megjelenés         | Kiadó            |
| ---- | ---------------------- | ------------------ | ---------------- |
| 1966 | Ready Steady Who       | 1966. november 11. | Reaction Records |
| 1970 | Tommy                  | 1970. november 6.  | Track Records    |
| 1988 | Won’t Get Fooled Again | 1988. augusztus    | Polydor Records  |
| 2006 | Wire & Glass           | 2006. július 17.   | Polydor Records  |

## Filmzenék
| Év   | Album információ                                                                      | Legjobb listás helyezések | Legjobb listás helyezések | Eladási minősítések                    |
| Év   | Album információ                                                                      | UK                        | USA                       | Eladási minősítések                    |
| ---- | ------------------------------------------------------------------------------------- | ------------------------- | ------------------------- | -------------------------------------- |
| 1975 | Tommy - Megjelent: 1975. március 19. - Kiadó: MCA és Polydor                          | 21                        | 2                         | - UK: arany                            |
| 1979 | The Kids Are Alright - Megjelent: 1979. június 24. - Kiadó: MCA és Polydor            | 26                        | 8                         | - UK: ezüst - US: platina - CAN: arany |
| 1979 | Quadrophenia - Megjelent: 1979. augusztus 13. - Kiadó: Polydor                        | 23                        | 46                        | - UK: ezüst                            |
| 1980 | McVicar - Megjelent: 1980 - Kiadó: Polydor                                            | —                         | 22                        |                                        |
| 2008 | Amazing Journey: The Story of The Who - Megjelent: 2008. március 24. - Kiadó: Polydor | —                         | —                         |                                        |

## Kislemezek
| Év   | Dal                                               | B-oldal                                                                    | Legjobb listás helyezések | Legjobb listás helyezések | Legjobb listás helyezések | Legjobb listás helyezések | Album                       |
| Év   | Dal                                               | B-oldal                                                                    | UK                        | USA                       | USA Rock                  | NL Top 40                 | Album                       |
| ---- | ------------------------------------------------- | -------------------------------------------------------------------------- | ------------------------- | ------------------------- | ------------------------- | ------------------------- | --------------------------- |
| 1964 | Zoot Suit                                         | I’m the Face                                                               | —                         | —                         | —                         | —                         |                             |
| 1965 | I Can’t Explain                                   | Bald Headed Woman                                                          | 8                         | 93                        | —                         | —                         |                             |
| 1965 | Anyway, Anyhow, Anywhere                          | Daddy Rolling Stone (UK) Anytime You Want Me (USA)                         | 10                        | —                         | —                         | 28                        |                             |
| 1965 | My Generation                                     | Shout and Shimmy (UK) Out in the Street (USA)                              | 2                         | 74                        | —                         | 5                         | My Generation               |
| 1966 | Substitute                                        | Circles vagy Waltz for a Pig vagy Instant Party (UK) Waltz for a Pig (USA) | 5                         | —                         | —                         | 3                         |                             |
| 1966 | A Legal Matter                                    | Instant Party                                                              | 32                        | —                         | —                         | 22                        | My Generation               |
| 1966 | The Kids Are Alright                              | The Ox (UK) A Legal Matter (USA)                                           | 41                        | 106                       | —                         | —                         | My Generation               |
| 1966 | I’m a Boy                                         | In the City                                                                | 2                         | —                         | —                         | 5                         |                             |
| 1966 | La-La-La-Lies                                     | The Good’s Gone                                                            | —                         | —                         | —                         | —                         | My Generation               |
| 1966 | Happy Jack                                        | I've Been Away (UK) Whiskey Man (USA)                                      | 3                         | 24                        | —                         | 6                         | A Quick One                 |
| 1967 | Pictures of Lily                                  | Doctor, Doctor                                                             | 4                         | 51                        | —                         | 4                         |                             |
| 1967 | The Last Time                                     | Under My Thumb                                                             | 44                        | —                         | —                         | —                         |                             |
| 1967 | I Can See for Miles                               | Someone’s Coming (UK) Mary Anne with the Shaky Hand (USA)                  | 10                        | 9                         | —                         | 28                        | The Who Sell Out            |
| 1968 | Call Me Lightning                                 | Dr. Jekyll and Mr Hyde                                                     | —                         | 40                        | —                         | 38                        |                             |
| 1968 | Dogs                                              | Call Me Lightning                                                          | 25                        | —                         | —                         | —                         |                             |
| 1968 | Magic Bus                                         | Someone's Coming (USA) Dr. Jekyll and Mr. Hyde (UK)                        | 26                        | 25                        | —                         | —                         |                             |
| 1969 | Pinball Wizard                                    | Dogs, Pt. 2                                                                | 4                         | 19                        | —                         | 12                        | Tommy                       |
| 1969 | I’m Free                                          | We’re Not Gonna Take It                                                    | —                         | 37                        | —                         | 23                        | Tommy                       |
| 1970 | The Seeker                                        | Here for More                                                              | 19                        | 44                        | —                         | 17                        |                             |
| 1970 | Summertime Blues                                  | Heaven and Hell                                                            | 38                        | 27                        | —                         | 24                        | Live at Leeds               |
| 1970 | See Me, Feel Me                                   | Overture                                                                   | —                         | 12                        | —                         | 3                         | Tommy                       |
| 1971 | Won’t Get Fooled Again                            | I Don’t Even Know Myself                                                   | 9                         | 15                        | —                         | 8                         | Who’s Next                  |
| 1971 | Let's See Action                                  | When I Was a Boy                                                           | 16                        | —                         | —                         | 28                        |                             |
| 1971 | Behind Blue Eyes                                  | My Wife                                                                    | —                         | 34                        | —                         | 34                        | Who’s Next                  |
| 1972 | Baba O’Riley                                      | My Wife                                                                    | 55                        | —                         | —                         | 11                        | Who’s Next                  |
| 1972 | Join Together                                     | Baby Don’t You Do It (Live)                                                | 9                         | 17                        | —                         | 27                        |                             |
| 1972 | Relay                                             | Waspman                                                                    | 21                        | 39                        | —                         | 28                        |                             |
| 1973 | 5:15                                              | Water                                                                      | 20                        | —                         | —                         | —                         | Quadrophenia                |
| 1973 | Love Reign O’er Me                                | Water                                                                      | —                         | 76                        | —                         | —                         | Quadrophenia                |
| 1974 | The Real Me                                       | I’m One                                                                    | —                         | 92                        | —                         | —                         | Quadrophenia                |
| 1974 | Postcard                                          | Put the Money Down                                                         | —                         | —                         | —                         | —                         | Odds & Sods                 |
| 1974 | Long Live Rock                                    | Pure And Easy                                                              | —                         | —                         | —                         | —                         | Odds & Sods                 |
| 1975 | Squeeze Box                                       | Success Story                                                              | 10                        | 16                        | —                         | —                         | The Who by Numbers          |
| 1976 | Slip Kid                                          | Dreaming from the Waist                                                    | —                         | —                         | —                         | —                         | The Who by Numbers          |
| 1976 | Substitute                                        | I’m a Boy                                                                  | 7                         | —                         | —                         | —                         | The Story of The Who        |
| 1978 | Who Are You                                       | Had Enough                                                                 | 18                        | 14                        | —                         | —                         | Who Are You                 |
| 1978 | Trick of the Light                                | 905                                                                        | —                         | 107                       | —                         | —                         | Who Are You                 |
| 1979 | Long Live Rock                                    | I’m the Face/My Wife (UK) My Wife (USA)                                    | 48                        | 54                        | —                         | —                         | The Kids Are Alright        |
| 1979 | 5:15                                              | I’m One                                                                    | —                         | 45                        | —                         | —                         | Quadrophenia Soundtrack     |
| 1981 | You Better You Bet                                | The Quiet One                                                              | 9                         | 18                        | 1                         | 9                         | Face Dances                 |
| 1981 | Don’t Let Go the Coat                             | You                                                                        | 47                        | 84                        | —                         | —                         | Face Dances                 |
| 1982 | Athena                                            | A Man Is a Man (UK) It’s Your Turn (USA)                                   | 40                        | 28                        | 3                         | —                         | It's Hard                   |
| 1982 | Eminence Front                                    | One at a Time                                                              | —                         | 68                        | 5                         | —                         | It's Hard                   |
| 1983 | It's Hard                                         | Dangerous                                                                  | —                         | —                         | 39                        | —                         | It’s Hard                   |
| 1983 | You Better You Bet                                | Don’t Let Go the Coat                                                      | —                         | —                         | —                         | —                         | Face Dances                 |
| 1984 | Twist and Shout                                   | I Can't Explain                                                            | 87                        | —                         | —                         | —                         | Who’s Last                  |
| 1988 | My Generation                                     | Substitute/Baba O’Riley/Behind Blue Eyes                                   | 68                        | —                         | —                         | —                         | Who’s Better, Who’s Best    |
| 1988 | Won’t Get Fooled Again                            | Substitute/Baba O’Riley/Behind Blue Eyes                                   | 91                        | —                         | —                         | —                         | Who’s Better, Who’s Best    |
| 1988 | Join Together (Live)                              | Substitute/Baba O’Riley/Behind Blue Eyes                                   | 100                       | —                         | —                         | —                         | Who’s Better, Who’s Best    |
| 2004 | Real Good Looking Boy                             | Old Red Wine                                                               | —                         | —                         | —                         | —                         | Then and Now                |
| 2006 | It’s Not Enough                                   | Tea & Theatre                                                              | —                         | —                         | 37                        | —                         | Endless Wire                |
| 2012 | Baba O’Riley/See Me, Feel Me/My Generation (live) | Early Morning Cold Taxi                                                    | —                         | —                         | —                         | —                         | A Symphony of British Music |

## Közreműködések
- A The Who négy dala szerepelt a Concerts for the People of Kampuchea jótékonysági koncertalbumon, amely 1981-ben jelent meg.
  - Dalok – Baba O’Riley, Sister Disco, Behind Blue Eyes és See Me, Feel Me
- A The Who két dalt rögzített Pete Townshend The Iron Man: The Musical by Pete Townshend albumára, amely 1989-ben jelent meg.
  - Dalok – Fire és Dig
- A The Who egy dalt rögzített a Two Rooms: Celebrating the Songs of Elton John & Bernie Taupin Elton John és Bernie Taupin tribute albumra, amely 1991-ben jelent meg.
  - Dal – Saturday Night’s Alright for Fighting
- A The Who három dala szerepelt a The Concert for New York City jótékonysági koncertalbumon, amely 2001-ben jelent meg.
  - Dalok – Who Are You, Baba O’Riley és Won’t Get Fooled Again

## Videográfia

### Filmek
1975 Tommy
1979 Quadrophenia

### Dokumentumfilmek
1979 The Kids Are Alright
2000 Classic Albums: The Who – Who’s Next
2008 Amazing Journey: The Story of The Who

### Videók
| Év   | Kiadvány információ                                                                                           | Eladási minősítések                        |
| ---- | --- | ------------------------------------------ |
| 1983 | Who Rocks America - Megjelent: 1983 - Forgalmazó: CBS/Fox                                                     |                                            |
| 1988 | Who’s Better, Who’s Best - Megjelent: 1988 - Forgalmazó: Universal Music                                      | - AUS: arany                               |
| 1989 | The Who Featuring Tommy - Megjelent: 1989. október 14. - Forgalmazó: Capitol Home Video                       | - USA: platina                             |
| 1994 | Thirty Years of Maximum R&B Live - Megjelent: 1994. július 6. - Forgalmazó: MCA                               |                                            |
| 1994 | Who’s Tommy: The Amazing Journey - Megjelent: 1994. július 27. - Forgalmazó: Walt Disney                      |                                            |
| 1998 | Live at the Isle of Wight Festival 1970 - Megjelent: 1998. október 3. - Forgalmazó: Eagle Rock                | - USA: platina - CAN: platina - AUS: arany |
| 2001 | The Who & Special Guests: Live at the Royal Albert Hall - Megjelent: 2001. szeptember 25. - Forgalmazó: Image | - AUS: platina - USA: platina              |
| 2003 | The Who Special Edition EP - Megjelent: 2003. március 25. - Forgalmazó: Classic Pictures                      |                                            |
| 2003 | Live in Boston - Megjelent: 2003. július 14. - Forgalmazó: Warner Music Vision                                |                                            |
| 2005 | Tommy and Quadrophenia Live - Megjelent: 2005. október 8. - Forgalmazó: Warner Music Vision                   | - USA: 3x platina - AUS: arany             |
| 2005 | Tangled Up in Who - Megjelent: 2005 - Forgalmazó: Hiwatt                                                      |                                            |
| 2006 | In Their Own Words - Released: 2006-08-29 - Distribution: Classic Rock Legends Ltd.                           |                                            |
| 2006 | The Vegas Job - Megjelent: 2006. október 7. - Forgalmazó: Passport Entertainment                              | - CAN: arany                               |
| 2006 | Live from Toronto - Megjelent: 2006 - Forgalmazó: Immortal                                                    |                                            |
| 2008 | Live at Glastonbury 2007 - Megjelent: 2008. június 6.                                                         |                                            |
| 2008 | In Houston – Live - Megjelent: 2008. június 6. - Forgalmazó: Intergroove                                      |                                            |
| 2008 | The Who At Kilburn: 1977 - Megjelent: 2008. október 17. - Forgalmazó: Image                                   |                                            |

### Egyéb szereplések
1968 Monterey Pop
1970 Woodstock
1980 Concert for Kampuchea
1996 The Rolling Stones Rock and Roll Circus
2001 The Concert for New York City
2012 The Concert for Sandy Relief